# Naturschutzgebiet Mühlenbruch (Goch)
Koordinaten: 51° 42′ 42″ N, 6° 2′ 0″ O

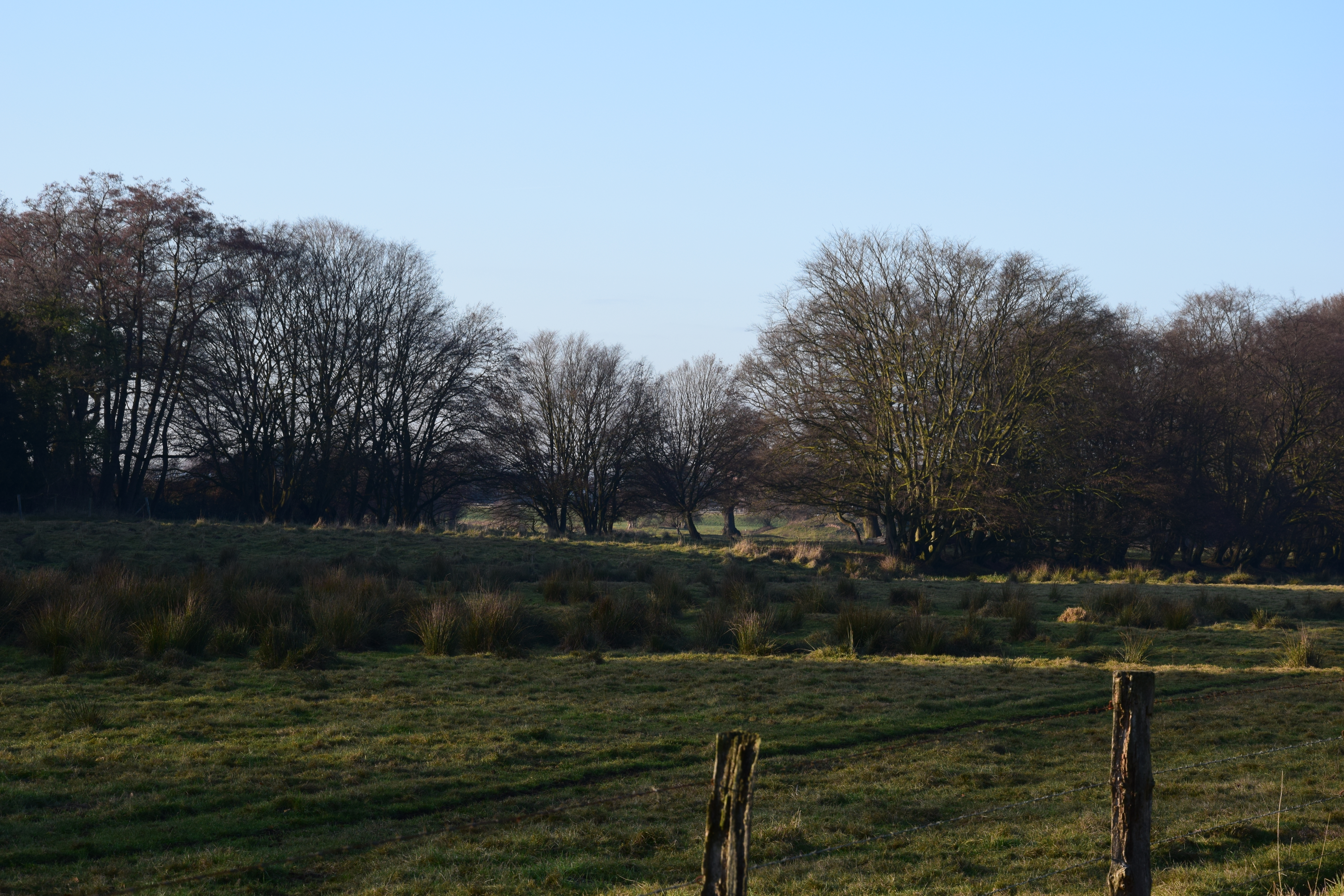
Blick auf das NSG Mühlenbruch Richtung Niederlande

Das Naturschutzgebiet Mühlenbruch (Kennung KLE-017) ist ein ca. 17,50 ha großes Naturschutzgebiet im Kreis Kleve nahe Hommersum bei Goch, welches 1982 unter Schutz gestellt wurde.
Das NSG besteht aus unmittelbar an der Grenze zu den Niederlanden gelegenen Nass- und Feuchtwiesen, die sich entlang der Niers erstrecken. Die Wiesen stehen temporär bis dauerhaft unter Wasser, stellenweise finden sich Flutrasen-Verbände. Die Wiesen werden extensiv bewirtschaftet, entlang des Ufers stehen Röhrichtbestände.
Unter anderem finden im NSG Wiesenvögel wie die Bekassine ihren Lebensraum.